# Hohenstaufen (Göppingen)
Hohenstaufen est une ancienne ville du Royaume de Wurtemberg, aujourd'hui quartier de Göppingen sur le versant sud du mont Hohenstaufen.

## Géographie
Hohenstaufen est située à 43 km au nord-ouest d'Ulm.

## Histoire
La ville est mentionnée pour la première fois en 1206. Le lieu remonte à la basse-cour du château et avait donc des privilèges particuliers en tant que village d'Empire.
A la fin du XIXe siècle, elle comptait 1 120 habitants et ses activités étaient centrées sur la fabrication de toiles et de rubans de laine.
Le 1er août 1971, Hohenstaufen perd un quartier de près de 150 habitants au profit d'Ottenbach. Exactement un mois plus tard, la zone municipale restante est incorporée à Göppingen.

## Monument
Hohenstaufen est célèbre pour les ruines du château de Hohenstaufen, construit vers 1080 et détruit en 1525.